# GPSを用いた公務員管理
GPSを用いた公務員管理（GPSをもちいたこうむいんかんり）は、業務の効率化や迅速化のためにグローバル・ポジショニング・システム（GPS）を利用して公務員を管理することである。

## 概要
2001年に日本で初めて携帯電話にGPSが搭載され、その後、GPS付き携帯電話を利用して従業員を管理するアプリケーションサービスプロバイダ（ASP）等のサービスが提供されるようになった。
このサービスは、民間企業において、営業社員や業務用車両（タクシー、郵便配達員、宅配便、移動販売車など）の適正な配置、営業社員の勤怠管理等に利用されており、官公庁においても以下の事例のように導入の動きがある。

## 事例

### 警察
迅速な初動捜査が必要とされる警察では、人員の適切な配置のためにGPS付き携帯電話の配備が進められている。
警視庁は、2009年2月10日、万世橋警察署と立川警察署にGPS付き携帯電話100台を試験導入し、2013年度までに5,000台を配備する計画である。
岡山県警察本部はGPS付き携帯電話を用いたPolice Integrated information Toolシステム（PITシステム）を導入。同システムは2010年にMCPCアワードのグランプリを受賞している。しかし、業務で携帯電話を使用していた警察官が、サボっていると勘違いを受け、民間人から殴られるという事件も起きている。

### 防衛省
防衛省では、守屋武昌元事務次官が週末ゴルフに行った際日程を報告しなかったことをきっかけに、2007年11月に政治任用織である大臣、副大臣、大臣政務官、危機対応を要する内局幹部の事務次官、局長級職員、制服組幹部の統合幕僚長、同副長、陸上幕僚長、海上幕僚長、航空幕僚長ら26名を対象に、休日の居場所を報告する制度を導入するとともに、これに加えて、GPS付き携帯電話を所持を義務づけることが検討された。反対する声も多くあり実現にいたってはいないが、当時防衛大臣であった石破茂は2007年11月1日の国会答弁で「危機管理官庁ですから、もしそういうような、行動が把握されるのがいやだったらば、防衛省にいなくていいんです」と答弁している。

### 中華人民共和国広州市
中国では公用車の私的利用が横行している。広州市では、その防止のために市政府の管理職や幹部の公用車にGPSを搭載する方針であると伝えられている。

## GNSS
アメリカのGPSだけでなく、他の衛星測位システム（GLONASS・Galileo・BDSなど）を利用して公務員を管理することもある。ただし、そのような場合でも代名詞的に”GPS"と総称される場合もある。